# Phidippus regius
Phidippus regius (numit și Păianjen săritor regal) este o specie din estul Americii de nord. Lungimea masculilor este de 6 - 18 mm, a femlelor de 7 - 22 mm. Masculii se deosebesc de femele prin culoare neagră a corpului și cu pete și dungi albe. În colorația femelelor se întâlnesc și nunațe de gri și portocaliu intens. Phidippus regius se diferențiază de ceilalți membri ai genului datorită chelicerelor care radiază un albastru-violet, la majoritatea fiind verde.

## Habitat
Phidippus regius este frecvent întâlnite în zonele relativ deschise, cum ar fi câmpurile și zonele slab împădurite. Adulții, de obicei preferă, copaci sau pe pereții clădirilor, pentru a sări asupra prăzii de la înălțime. el își construiește un cuib de mătase pentru a înnopta. Femela depun ouăle sub scoarță de copaci, sau în locuri greu accesibile în diferite materiale lemnoase.

## Răspândire
Phidippus regius se întâlnește în Statele Unite (în specila în Florida), pe Caraibe, a fost introdus pe Insula Paștelui.